# Shinsuke Satō
Pour les articles homonymes, voir Satō.
Shinsuke Satō (佐藤 信介, Satō Shinsuke), né le 16 septembre 1970 à Hiba (préfecture de Hiroshima, au Japon), est un réalisateur, scénariste et concepteur de jeux vidéo japonais.

## Biographie
Formation : Université d'art de Musashino

## Filmographie partielle

### Comme réalisateur
- 2001 : Princess Blade (修羅雪姫, Shurayuki hime?)
- 2003 : Cosmic Rescue: The Moonlight Generations (vidéo)
- 2005 : Red Ninja: End of Honor (jeu vidéo)
- 2005 : Inu no eiga
- 2008 : Sunadokei
- 2009 : Hottarake no shima - Haruka to maho no kagami
- 2010 : Gantz
- 2011 : The Time of Death
- 2011 : Another Gantz (TV)
- 2011 : Gantz: Perfect Answer
- 2012 : Rakkî sebun (série télévisée)
- 2013 : Toshokan sensô
- 2014 : Bannou kanteishi Q: Mona Riza no hitomi
- 2015 : Toshokan sensô: The Last Mission
- 2015 : I Am a Hero
- 2015 : Toshokan sensô: Book of Memories (TV)
- 2016 : Death Note: Light Up the New World
- 2018 : Inuyashiki (いぬやしき?)
- 2018 : Bleach
- 2019 : Kingdom
- 2020 : Alice in Borderland
- 2022 : Kingdom 2: Harukanaru daichi e (キングダム２ 遥かなる大地へ, Kingudamu 2: Harukanaru daichi e?)
- 2023 : Kingdom: Unmei no honō (キングダム 運命の炎, Kingudamu: Unmei no honō?)
- 2024 : Kingdom: Taishōgun no kikan (キングダム 大将軍の帰還, Kingudamu: Taishōgun no kikan?)